# Жана д'Арк (филм, 1895)
„Жана д'Арк“ (на английски: Joan of Arc) e американски късометражен ням филм от 1895 година, историческа драма, разказваща за екзекуцията на Жана д'Арк, заснет от режисьора Алфред Кларк в лабораториите на Томас Едисън в Ню Джърси. Кадри от филма не са достигнали до наши дни и той се смята за изгубен.